# Степано-Разинский
Степано-Разинский — исчезнувший хутор в Чернышковском районе Волгоградской области. До 1924 года — станица Есауловская. Станица входила в состав Второго Донского округа Области войска Донского. Станица располагалась в пойме Дона в низовьях реки Аксенец, между станицами Суворовской и Нагавской.

## История
Основан как казичий городок Есауловский не позднее 1632 года. Первоначально городок располагался на левом берегу Дона и только незадолго до Азовского Сидения перешла на правый берег Дона. Казаки Есауловского городка участвовали в казачьих отрядах в Смутное время и в Азовской эпопее. После церковного раскола станица осталась старообрядческой. В 1793 году станицы Есауловская, Верхне- и Нижне-Чирские, Кобылянская и Пятиизбянская восстали, не желая переселяться на Кавказ. Центром восстания была Есауловская. После его подавления многие казаки были высланы.
В 1859 году в станице имелись 385 дворов, православная церковь, проживало 873 души мужского и 891 женского пола. К 1873 году в станице проживало 1098 душ мужского и 1202 женского пола. Станица относилась ко Второму Донскому округу. Согласно данным первой Всероссийской переписи населения 1897 года в станице проживало 1220 душ мужского и 1329 женского пола. В станичный юрт также входило 47 хуторов. Общая численность населения юрта составляла более 24 000 человек.
В 1912 году в память примерной службы есауловцев во время Отечественной войны c Наполеоном в станице был поставлен памятник императору Александру I.
Согласно алфавитному списку населенных мест Области войска Донского 1915 года в станице проживало 1361 души мужского и 1371 женского пола, имелись станичное правление, заседатель, земский приёмный покой, 2 церкви, 3 школы, мукомольная мельница, почтовое отделение.
В 1918 году казаки станицы восстали против красной власти. В 1920 году часть населения станицы при отступлении белых армий её покинула. Позже поселилась во главе со своим атаманом в Югославии, где и пробыли до 2-й Мировой войны. В 1921 году станица включена в состав Царицынской губернии. В 1921 году вспыхнуло очередное восстание, жестоко подавленное. Станица восставала ещё и в 1922 и 1923 году. В 1924 году Есауловская станица была переименована в хутор Степана Разина (хутор Степано-Разинский).
В 1928 году хутор включён в состав Нижне-Чирского района Сталинградского округа (округ упразднён в 1930 году) Нижне-Волжского края, в 1935 году передан в состав Верхне-Курмоярского района Сталинградского края (с 1936 года — Сталинградской области). В 1950 году, поскольку хутор оказался в зоне затопления Цимлянского водохранилища, Степано-Разинский сельсовет был ликвидирован.

## Население
Динамика численности населения
| 1859 | 1873 | 1897 | 1915 |
| ---- | ---- | ---- | ---- |
| 1764 | 2300 | 2549 | 2732 |